# 인산천
인산천(仁山川)은 인천광역시 강화군 양도면 인산리 퇴모산에서 발원하여 양도면 인산리에서 삼흥천으로 유입하는 하천이다. 고래내라고도 불린다. 인산저수지에서 삼흥천 합류부까지 2.34 km 구간은 지방하천으로 관리되고 있다.